# A81-es autópálya (Németország)
Az A81-es autópálya (németül: Bundesautobahn 81) egy autópálya Németországban. Hossza 276 km.